# WOH G64
WOH G64 (2MASS J04551048-6820298 / MSX LMC 1182) és una estrella de grans dimensions i lluminositat situada a la galàxia Gran Núvol de Magalhães.
La seva velocitat radial de 294 km/s és la mateixa que la del gas a rotació en el disc de la veïna galàxia, el que confirma la seva pertinença a ella i descarta que es tracti d'una gegant inusual de l'Halo galàctic.
WOH G64 és una hipergegant vermella de tipus espectral
Inicialment, la seva enorme lluminositat-estimada en 500.000 sols-i la seva massa de 40 masses solars semblaven incompatibles amb la seva baixa temperatura de 3200 K, suggerida per mesuraments espectroscòpics.
Posteriors estudis van demostrar que la pols i el gas al voltant de l'estrella formen un espès anell toroïdal al voltant d'aquesta i no d'un embolcall esfèric; això permet reduir l'estimació de la seva lluminositat en un factor 2, pel que actualment la seva lluminositat es xifra en 282.000 sols.
Així mateix, la seva massa inicial s'estima ara en 25 masses solars, valor més d'acord amb els models d'evolució estel·lar, i la seva temperatura efectiva en 3400 ± 25 K.
Havent perdut entre el 10 i el 40% de la seva massa, s'encamina cap a la seva destinació com supernova. Es pensa que això pot succeir d'aquí a 10.000 anys.
Recents estudis indiquen que el diàmetre de WOH G64 és 1540 vegades més gran que el del Sol, sent l'estrella més gran de la seva galàxia.
Les dimensions de WOH G64 són tals que, situada al centre del sistema solar, la seva superfície arribaria a l'òrbita de Júpiter. El límit interior de l'anell que l'envolta se situa a 120 ua, mentre que el diàmetre extern de l'anell, 60.000 ua, equival a gairebé un any llum.
WOH G64 és una coneguda font de màser d'OH, SiO i H  2  O, amb dos components de màser diferents, el que suggereix una important pèrdua de massa estel·lar així com dos diferents embolcalls de pols en expansió.
Així mateix, mostra un inusual espectre d'emissió nebular, el gas calent és ric en nitrogen i posseeix una velocitat radial considerablement més positiva que la de l'estrella.